# Puente de las Donadas
El Puente de las Donadas o Puente de las Doncellas, está situado sobre el río Guadalquivir y une el barrio del Retamar con el resto del pueblo. También conocido como Puente Mayor, se encuentra en la localidad de Montoro, Córdoba (Andalucía, España). Pertenece a la Mancomunidad del Alto Guadalquivir.

## Historia
La edificación del puente sobre el río Guadalquivir comenzó  en 1498, por la necesidad de facilitar una unión entre la barriada del Retamar y Montoro, al igual que entre la campiña y la sierra. Es muy probable que este puente realizado en piedra molinaza, estuviera sustituyendo a una arquitectura pontonera anterior, a la que aluden algunas fuentes árabes.
La piedra molinaza es seña de identidad de esta localidad, que también podemos encontrar en la edificación de su Plaza Mayor, también conocida como Plaza de España, en el Ayuntamiento y la Iglesia de San Bartolomé por mencionar algunos de los edificios más insignes. El puente consiste en cuatro arcos de medio punto, siendo el arco central el que consta de un vano más amplio.
La idea de la edificación del puente tal y como lo conocemos en la actualidad nació del Concejo de Montoro se cree que a finales de 1497, ya que encontramos documentación del día 29 de enero de 1498 en la que se comunicó a la ciudad de Córdoba dicha voluntad. Posteriormente, el Concejo de Córdoba falló a favor de la iniciativa pero advirtió de los pagos y la necesidad de comunicar la iniciativa a los Reyes Católicos.

«… Estos Señores platicaron sobre una petición que se trajo de Montoro sobre una puente que quieran hacer en Guadalquivir y a la ciudad le pareció bien, y que se debe hacer saber a sus altezas por la dicha villa, y que sea persona suficiente y que las peticiones que se hubieren de hacer, que las ordene el licenciado Daza y las otras escrituras que hubieren menester y al que fuere que le ayude Montoro…».

Otro estudioso también ha cuestionado el origen del puente: R. Ramírez de Arellano defiende que fue en 1471 gracias a las aportaciones libradas para la causa por parte de los lugareños. Sin embargo M. Criado Hoyo sostiene que las labores se iniciaron en 1498 dirigidas por el maestro cantero montoreño Pedro Fernández. En el Archivo Histórico Municipal de Montoro se conserva una escritura de pago del año 1499 donde se hace referencia a la destrucción de parte de las obras iniciadas en 1498 por motivo la riada que el Guadalquivir presentó en ese año.
Un escrito verifica que los vecinos de Montoro pagaron mediante donaciones y ventas de tierras parte del puente, demostrado a través del real privilegio que concedieron los Reyes Católicos a la villa el 13 de julio de 1501, en el que se hace constar:

«El Rey y la Reyna. Por quanto Vos el Concejo, Justicias y Jurados, e vecinos e moradores de la villa de Montoro, tierra de la Ciudad de Córdoba, faceis a vuestra costa una puente en el río Guadalquivir, de que Dios Nuestro Señor es servido, y los caminantes y las tierras comarcanas a la dicha puente recivian gran beneficio.»

En el Archivo Histórico Municipal se encuentran documentos que indican que en el año 1513 solo estaba construido el arco central, por ese motivo se procedió a donar las dehesas de Cañadas y Capillas junto con sus frutos, para poder continuar la actividad.

## Leyenda
El puente que durante años se ha conocido como Puente de las Donadas o Puente de las Doncellas, recibe el nombre por una leyenda popular que se basa en su origen en los años 1980, durante el mandato del socialista Antonio Cañas Pavón. Según la leyenda, un vecino cercano a la alcaldía que conocía la historia de la construcción del puente, apuntó que las mujeres donaron sus alhajas y joyas en favor de la construcción, de ahí su nombre. En palabras de Francisco Aguilar «sonaba bien y tenía una cierta base de historia», recuerda Francisco Aguilar, tesorero de la Asociación para la Defensa del Patrimonio Cultural y natural de Montoro, presidida por José Antonio Peña.
Sin embargo, es en el Archivo General de Simancas en Valladolid, dónde se descubre que la donación de joyas no era una práctica común hasta el siglo XIX y cuando en el caso del Puente Mayor de Montoro se refiere a donaciones, habla de joyas naturales pertenecientes a los vecinos de Montoro y localidades vecinas como Villa del Río, que los Reyes Católicos, Juana I de Castilla y posteriormente su hijo Carlos I, dieron permiso para su venta y emplearon el dinero en la terminación del puente. Otras fuentes afirman que el Concejo Cordobés obligó a los dueños de las tierras a participar en su venta, debido a que esta construcción beneficiaría directa o indirectamente a los vecinos, ya que suponía una conexión con Castilla de camino a Toledo y Madrid por Ciudad Real.
En el Archivo Histórico Municipal se encuentran documentos que indican que en el año 1513 solo estaba construido el arco central, por ese motivo se procedió a donar las dehesas de Cañadas y Capillas, junto con sus frutos para poder continuar la actividad.[cita requerida]

## Descripción

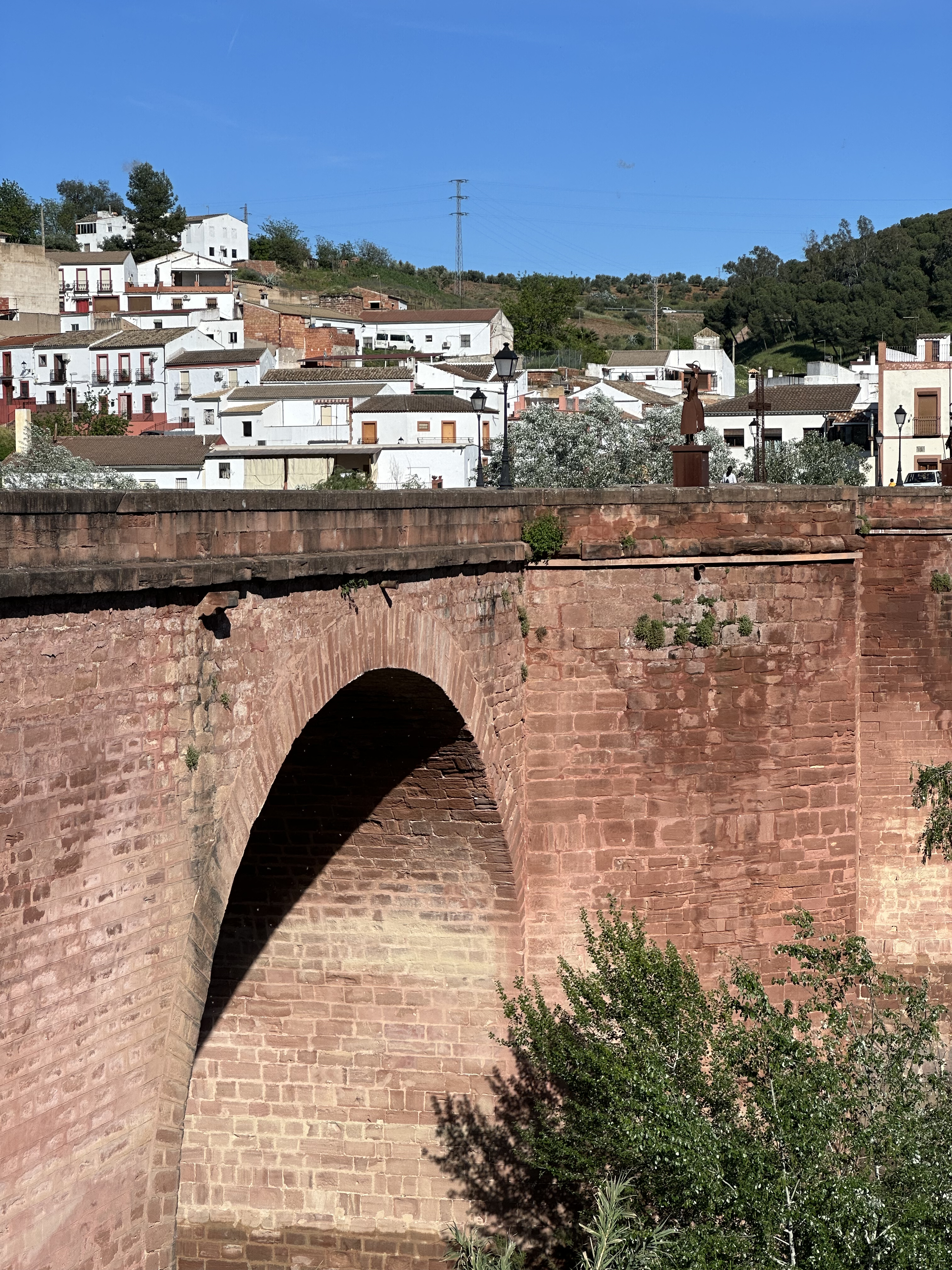
Detalle de un arco del puente.

El puente en cuestión tiene 180 metros de longitud y 9 de ancho, por donde discurre una calzada de piedra cubierta por otro pavimento, en aras de su conservación. Tiene dos estribos de acceso y cuatro arcos de medio punto, ocupando el central el de mayor radio. Los sillares de piedra molinaza con su característico color rojizo que lo componen están cuidadosamente tallados, incluso podemos apreciar en el intradós del arco de las capas exteriores que componen los arcos. En las zonas más erosionadas por el paso del tiempo, el agua y las frecuentes inundaciones del meandro del Guadalquivir, encontramos que la parte interior está compuesto de argamasa, piedras y escombros.
La colocación de los pilares es a soga y en algunos casos a tizón, los arcos son de única rosca, carece de grandes dovelas y de clave.

## Lugares próximos
- Ermita de Santa Ana
- Iglesia de Santiago Apóstol
- Fuente de la Oliva
- Mirador “Imperio Romano”